# Ralph E. Updike

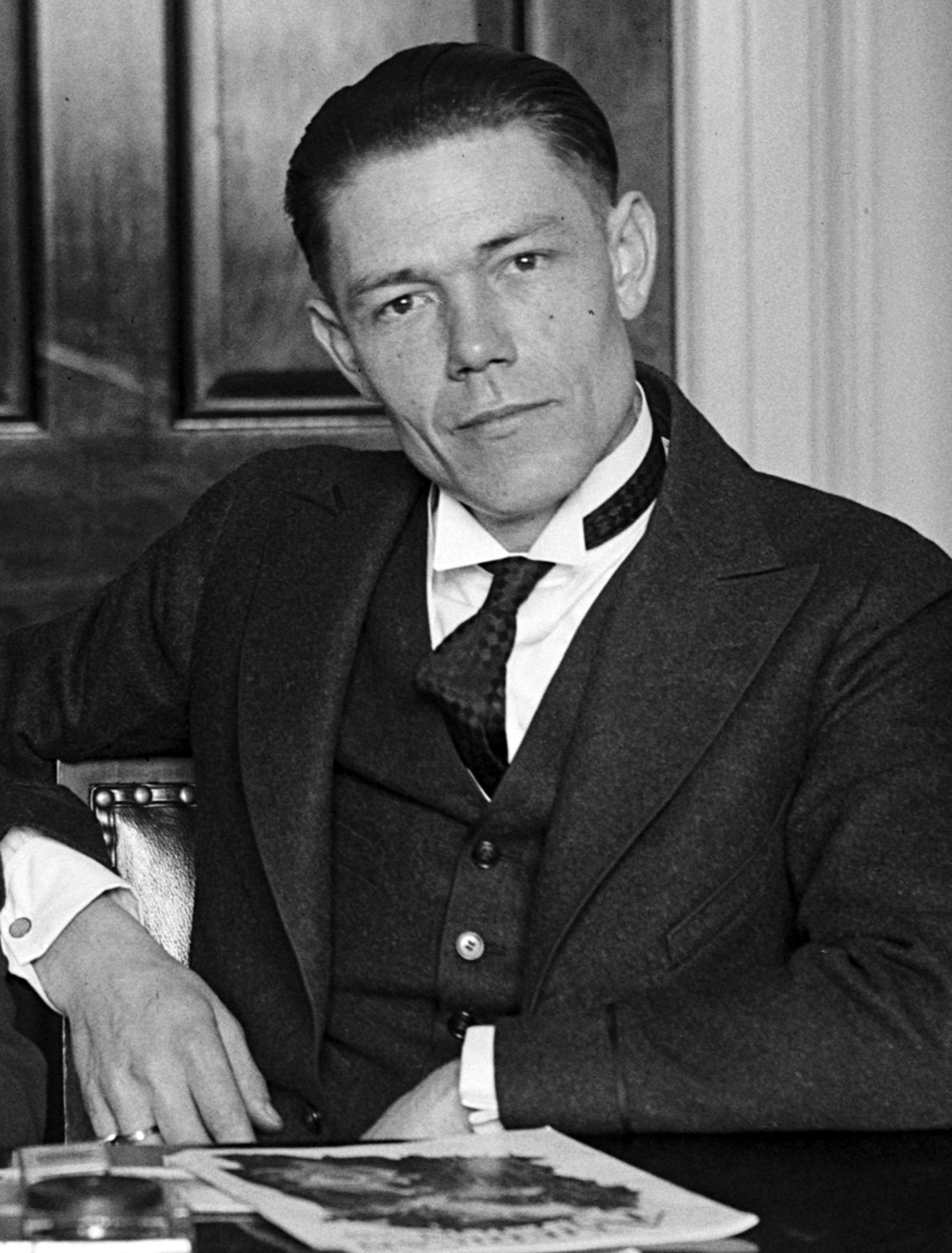
Ralph E. Updike

Ralph Eugene Updike (* 27. Mai 1894 in Brookville, Franklin County, Indiana; † 16. September 1953 in Arlington, Virginia) war ein US-amerikanischer Politiker. Zwischen 1925 und 1929 vertrat er den Bundesstaat Indiana im US-Repräsentantenhaus.

## Werdegang
Ralph Updike besuchte die öffentlichen Schulen seiner Heimat und studierte danach an der Dodds Army and Navy Academy in Washington, D.C., der Columbia University in New York City sowie der Purdue University in Lafayette. Während des Ersten Weltkrieges war er als Feldwebel des United States Marine Corps in Europa eingesetzt. Nach einem anschließenden Jurastudium an der Indiana University und seiner im Jahr 1920 erfolgten Zulassung als Rechtsanwalt begann er in Indianapolis in diesem Beruf zu arbeiten. In den Jahren 1923 und 1924 war er städtischer Richter in Indianapolis. Gleichzeitig schlug er als Mitglied der Republikanischen Partei eine politische Laufbahn ein.
Zwischen 1923 und 1925 saß Updike als Abgeordneter im Repräsentantenhaus von Indiana. Bei den Kongresswahlen des Jahres 1924 wurde er im siebten Wahlbezirk von Indiana in das US-Repräsentantenhaus in Washington gewählt, wo er am 4. März 1925 die Nachfolge von Merrill Moores antrat. Updike erhielt wie die meisten Kongressabgeordneten aus Indiana bei der Wahl 1924 Unterstützung durch den Ku-Klux-Klan, der zu dieser Zeit den Zenit seiner politischen Macht in diesem Bundesstaat erreicht hatte und eine eigene Wahlliste veröffentlichte. Nach einer Wiederwahl konnte er bis zum 3. März 1929 zwei Legislaturperioden im Kongress absolvieren. Im Jahr 1928 wurde er nicht wiedergewählt. Zwischen 1929 und 1933 war Updike Anwalt für die Steuerbehörde. Danach praktizierte er bis 1942 in Indianapolis und Washington als privater Rechtsanwalt. Während des Zweiten Weltkrieges war er zwischen 1942 und 1945 Hauptmann der Reserve des Marine Corps. Dabei war er im Südpazifik eingesetzt. Nach dem Krieg arbeitete er wieder als Anwalt. Ralph Updike starb am 16. September 1953 in Arlington und wurde auf dem dortigen Nationalfriedhof beigesetzt.